# 香奈尔五号

香奈爾五號

香奈尔五号（法語：No.5 parfum），又譯雪奈兒五號香水，是世界上最著名的香水之一，由法國香奈尔公司的始創人可可·香奈兒設計。該香水聘請俄羅斯裔的法國調香師歐尼斯特·鮑配製，是香奈兒公司所推出的第一款香水，也是該公司最有名的香水。
它是世界上第一種以合成花香醛為主要材料的香水配方，呈現濃黃色，採用了俄國皇室調香師的特殊製法。其瓶身設計也和大多數名牌香水相反，以簡潔、幹練的方形瓶子為特點，模倣黃金切割面，瓶子可由玻璃、水晶或鑽石等材質製成。在19世紀末到20世紀初，歐美女性噴的香水分為兩個類別：一個是擁有正當職業的女性、家庭婦女、修女所用的單一花香，而另一個是妓女、情婦、酒吧歌舞女郎所用的帶有濃烈荷爾蒙氣味的動物香料。可可·香奈兒對兩種都不喜歡，她想為了20世紀的新女性創造一種前所未有的香味，她用工業酒精混合多種鮮花和水果，創造出一種獨特的香味。這一舉打破了1920年代以來看似解放、實則標籤化女性的香水，讓複合香味成為香水界的主流:20。

## 選用“No.5”作為名稱的原因
可可·香奈兒在12歲時，因為被父親拋棄而被迫進入了修道院孤兒院，這座孤兒院是在12世紀由西多會所創立的，位於阿基坦地區，名叫Aubazine。可可·香內兒在裡面過著長達六年的禁慾、紀律嚴明的生活。
這座孤兒院的目的是培養神職人員，所以她不斷學習修女的行為模式。當可可·香奈兒每天前往修道院的大教堂的時候，都會路過教堂旁邊的5號道路，以至於她每天都能在路標牌上看到數字5，如此重複。在春夏之季，她看到5號小路上的風景和修道院、教堂、以及隔壁的墓園溶為一體，並延伸到周圍鬱鬱蔥蔥的山坡上還能看到岩薔薇:4。最早從那時起，可可·香奈兒就對數字5有著強烈的執著，對她來說，數字5被特別視為“不厭其煩的堅持精神”。同時，5在非基督教的神秘學上也有著多重含義，這在香奈兒心裏種下了種子:8–9。
1920年，當可可·香奈兒成為女老闆之後，她收到裝有編號為1～24的香水樣品，這些香水的氣味被封閉在小玻璃瓶供她評估。她聞都沒聞，直接選擇了第五瓶，並告訴她的俄羅斯籍的調香大師Ernest Beaux，說“香水的味道你決定，但我會在5月5日中來展示我的高訂服裝系列，我需要有一個革新的香水來配它。”之後，可可·香奈根據她選擇的5號香水的香味，叫Ernest Beaux開發六款擁有這種香氣的香水，並且讓Ernest Beaux私下命名它們為一號至六號。可可·香奈兒在“盲測”階段選擇了一個她最喜歡的香味，原本她是想把選出來的香水改名為5號，但巧合的是，她調出的那款香水也同時是Ernest Beaux私下命名的第5號。從那以後，可可·香奈兒堅信數字5能為她帶來成堆的好運:60–61。據傳說，Beau 在香水中添加了過量的醛，這決定了香奈兒 N5 香水的獨特品質。
可可·香奈爾在1921年5月5日首次向朋友推廣這款香奈兒5號香水，隨後以“贈品”的形式對高訂店的老客戶免費贈送，此營銷手法一經實行後就大獲成功。在合成工藝尚待成熟前，人們在出門前習慣一次性噴大量香水以維持芬芳的體香，而在香奈兒5號香水推出後，由於合成香味在短時間內就會揮發完畢，人們於是開始用“少量、香味用完再噴”的形式對待香水。

## 外部連接
维基共享资源上的相關多媒體資源：香奈尔五号
1. 1 2 3  Mazzeo, Tilar J. . New York: HarperCollins. 2010. ISBN 978-0-06-179101-7.
2. ↑  Vaughan, Hal. . New York: Knopf. 2011. ISBN 978-0-307-59263-7.
3. ↑  . duhichanel5.ru.   [2025-06-25].